# 入江殿聖仙
入江殿 聖仙（いりえどの せいせん、応永4年（1397年） - 応永22年3月1日（1415年4月10日）は、室町時代前期の尼僧。室町幕府第3代将軍・足利義満の娘。母は側室の藤原慶子。同第4代将軍・足利義持と同第6代将軍・足利義教らの同母妹。法諱は性仙とも言われる。法号は覚窓。

## 生涯
応永8年（1401年）6月8日、浄土宗の尼寺三時知恩寺（入江殿）に入り、開基住持となった。三時知恩寺は後光厳天皇の皇女・見子内親王が、崇光天皇の御所であった入江殿を寺に改めたものである。後に禅宗を学ぶなどしたが、応永22年3月1日に19歳で死去した。